# جیمز الروی فلکر

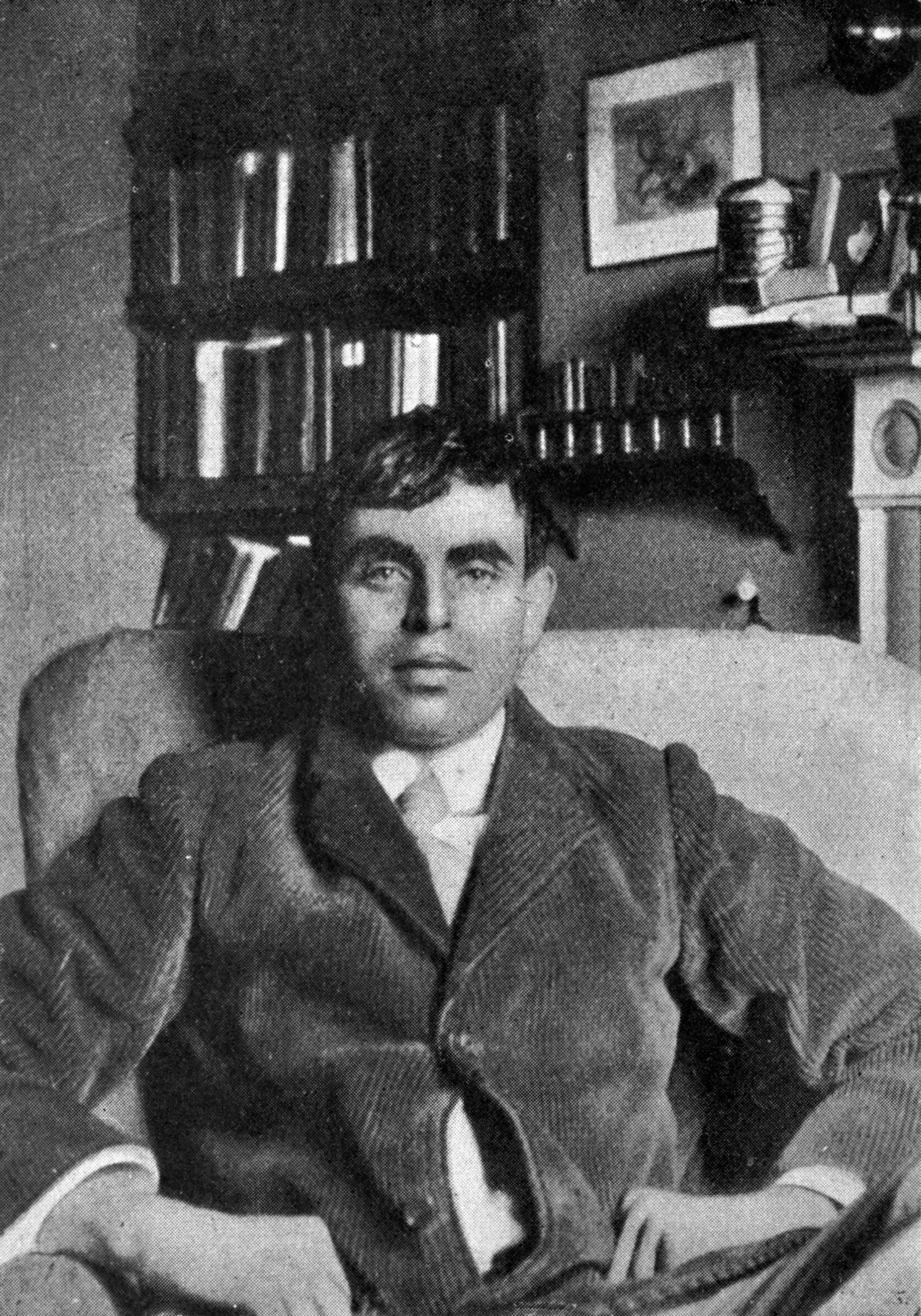
جیمز الروی فلکر در اتاقش در کمبریج

جیمز الروی فلکر (به انگلیسی: James Elroy Flecker) (زادهٔ ۱۸۸۴ - درگذشتهٔ ۱۹۱۵) شاعر، رمان‌نویس و نمایشنامه‌نویس انگلیسی زادهٔ لندن بود.
از معروف‌ترین کارهای او می‌توان به «سفر طلایی به سمرقند» (۱۹۱۳) و نمایشنامهٔ «حسن» (که پس از مرگ فلکر بر اثر بیماری سل در ۱۹۲۲ بر روی صحنه رفت) اشاره نمود.